# 伯德令
伯納德·金恩·貝特漢（英語：Bernard Jean Bettelheim，1811年—1870年2月9日），一譯貝爾納德·吉恩·貝特爾海姆，英國籍猶太人傳教士。他是第一個到達琉球國（沖繩）的基督教新教傳教士。他在東亞活動時使用伯德令這個名字。

## 生平
1811年出生在匈牙利王國的普萊斯堡（Pressburg，今斯洛伐克布拉提斯拉瓦）。自幼好學，獲得拉比稱號。10歲即能精通法語、德語、希伯來語。1823年，在義大利帕多瓦學習醫學。1836年畢業後，遊歷埃及、土耳其。1840年，在馬格尼西亞開始學習神學，不久在士麥拿接受英國國教會牧師的洗禮。後至倫敦，結婚，並加入英國籍。
1845年9月9日，隨英國海軍從樸茨茅斯出發；次年1月到香港；4月30日到琉球那霸港，在護國寺上陸傳教，滯留琉球8年期間，進行醫療活動，教授松景慎（仲地親雲上紀仁）種牛痘的方法；並將聖經譯為琉球語。1847年10月，參加尚育王的葬禮，與法國傳教士發生衝突並鬥毆，遭當局的監視。1854年，馬修·佩里來到琉球談判開港通商之事時，伯德令參與了談判。隨後與佩里艦隊離開琉球，前往美國定居。南北戰爭期間，伯德令作為北軍軍醫參加了戰爭。1870年在美國密蘇里州小鎮布魯克菲爾德（Brookfield）因肺炎病逝。

## 外部連結
- （日語） http://www.lib.u-ryukyu.ac.jp/biblio/bib37-2/%5B%5D
- （英文） Bernard Jean Bettelheim Medical Missionary on Okinawa（页面存档备份，存于）
- （日語） http://ir.lib.u-ryukyu.ac.jp/bitstream/123456789/5187/1/kyoukaishi11-13.pdf（页面存档备份，存于）
- （英文） 伯德令墓（页面存档备份，存于） - Find A Grave